# New Small Family
New Small Family (NSF) je projekt koncernu VW. Jedná se o tři nové modely miniautomobilů, které vycházely vozu Volkswagen Up!, jenž byl jako koncept představen v roce 2007 na autosalonu ve Frankfurtu. Kromě Volkswagenu je vyráběly i koncernové značky Škoda a Seat od roku 2011 na Slovensku v Bratislavě.
Nabízely se jako třídveřové a pětidveřové hatchbacky. Koncern plánal postavit alespoň 4,5 milionu vozů NSF.